# Thomas Crossley
Thomas Henry Crossley là một cầu thủ bóng đá người Anh thi đấu ở vị trí tiền đạo. Sinh ra ở Blackburn, Lancashire, ông ký hợp đồng với câu lạc bộ Football League Burnley năm 1891. Crossley có lần ra sân duy nhất cho Burnley ngày 10 tháng 2 năm 1891 trong thất bại 0–4 trên sân khách trước Notts County, và rời câu lạc bộ một thời gian ngắn sau đó.